# DB 3660
De DB 3660 is een Duitse spoorlijn tussen Frankfurt Süd en Würzburg. Voor meer informatie, zie de artikelen over de deeltrajecten:
- Frankfurt Süd - Hanau
- Hanau - Würzburg